# Szirtifogoly
A szirtifogoly (Alectoris graeca) a madarak osztályának tyúkalakúak (Galliformes) rendjébe és a fácánfélék (Phasianidae) családjába tartozó faj.

## Rendszerezése
A fajt Carl Friedrich August Meisner írta le 1804-ben, a Perdix nembe Perdix graeca néven.

## Alfajai
- balkáni szirtifogoly (Alectoris graeca graeca) (Meisner, 1804) – a Balkán-félsziget hegységeiben, valamint Görögország szárazföldi részén és Bulgária területén honos.
- alpesi szirtifogoly (Alectoris graeca saxatilis) (Bechstein, 1805) – az Alpokban és az Appennini-félszigeten honos.
- szicíliai szirtifogoly (Alectoris graeca whitakeri) (Schiebel, 1934) – Szicília szigetén honos

## Elterjedése, élőhelye
Albánia, Ausztria, Bosznia-Hercegovina, Bulgária, Horvátország, Franciaország,  Görögország, Olaszország, Macedónia, Montenegró, Németország, Románia, Szerbia, Szlovénia és Svájc területén honos.
Betelepítették Belgium, Spanyolország és  Libanon területére is.
Európa hegységeiben honos, elsősorban az Alpok és a Balkán-hegységeiben fordul elő. Elterjedési területe az Alpok nyugati felétől a Dinári-hegységen át az Adriai-tenger mentén Nyugat-Bulgáriáig húzódik. Az Alpok északi része alkotja a mai elterjedés északi határát (a 16. században a faj a Rajna térségig előfordult). Elterjedési területének déli határa az olasz szárazföld legdélebbi régiója, Calabria és a Peloponnészosz dáli csúcsáig terjed. 
Az Alectoris graeca whitakeri alfaj kicsi, izolált populációban kizárólag Szicília szigetén fordul elő.
Kifejezetten hegyvidéki faj, a fák határa felett, köves, fűvel benőtt és napos hegyi lankákon honos.

## Megjelenése
Testhossza 32–37 centiméter, szárnyfesztávolsága 46–53 centiméter, a hím testtömege 550–850 gramm, a tojóé 410–720 gramm. A hím jóval nagyobb és nehezebb a tojónál. Testének felső része kékesszürke vagy szürkésbarna színű. Hasa nagyrészt sárgás-barnás színezetű, szárnyai sötétbarnák és fehéres csíkozásúak. Feje teteje palaszürke, melyet a szem felett vékony fehér csík határol. Jellemző a feketés szemsáv, mely a szemtől a begyig nyúlik és a fehéres torkot választja el a szürkéskék begytől. Rövid csőre és lábai vörösek.

## Életmódja
Főként növényi táplálékot fogyaszt, füvek levélcsúcsait, rügyeket, magokat és gyümölcsöket. Ősszel és télen gyakran a learatott gabonamezőkön és a gabonatárolók környékén tartózkodik elhullott gabonaszemeket keresve.
Tavasszal állati eredetű táplálékot is fogyaszt. Különösen a még kis fiókák és a tojást rakó vagy költő tyúkok kedvelik a rovarokat, pókokat és csigákat.

## Szaporodása
Egyévesen lesz ivarérett, de a legtöbb madár csak életének második évében költ először. Többnyire egyéves párkapcsolatban él, de olykor egy-egy sikeresebb pár több évig is együtt maradhat.
Párzáskor a hím némileg felemelkedve vezeti be a párosodási szertartást. A párosodás időszakban a hím vigyáz a tojóra, nem téveszti szem elől, nehogy más hímekkel is párosodjék.
A tojó fészkét egy maga által kapart földmélyedésbe építi, fűből. 9-14 tojást rak és azokat 24-26 nap alatt egyedül költi ki. A fiókák fészekhagyók, kikelésük után azonnal elhagyják a fészket. A fiókák három hetes korukra már röpképesek és 50-60 naposan már teljesen kifejlett nagyságúak.
|  |

## Külső hivatkozások
- Képek az interneten a fajról
- Internet Bird Collection - videók a fajról